# Paprocie jednakozarodnikowe
Paprocie jednakozarodnikowe – sztuczna grupa paproci, która w przeciwieństwie do paproci różnozarodnikowych wykształca jednakowe zarodniki, z których rozwijają się jednopienne gametofity (tj. zawierające zarówno męskie, jak i żeńskie organy generatywne). Należą tu wszystkie linie rozwojowe paproci z wyjątkiem rzędu salwiniowców Salviniales. Przy czym zdarza się także, że w warunkach niesprzyjających (głodowych) u paproci normalnie wykształcających obupłciowe gametofity, rozwijają się na nich tylko plemnie i odwrotnie – u salwiniowców w podobnych warunkach mogą wykształcić się z kolei gametofity obupłciowe. W dawniejszych systemach klasyfikacyjnych do paproci jednakozarodnikowych zaliczane były wyłączane teraz z paproci w odrębne taksony nasięźrzałowce i strzelichowe.